# Samme (rivier)
De Samme is een zijriviertje van de Senette dat ontspringt in Morlanwelz en via Manage, Seneffe en Arquennes te Ronquières uitmondt in het Kanaal Charleroi-Brussel . Bij de planning en de bouw van het Kanaal Charleroi-Brussel begin 19e eeuw werd beslist vanaf Ronquières de vallei van de Samme als doorgang te gebruiken naar de waterscheiding tussen het Schelde en Maasbekken te Godarville. Hierdoor kwam de monding niet langer in de Senette te liggen maar in het kanaal.